# Louis Bailleul
Louis Bailleul war ein französischer Hersteller von Automobilen.

## Unternehmensgeschichte
Louis Bailleul betrieb das Unternehmen. Der Sitz war in Levallois-Perret. Eine Quelle gibt die Adresse Rue Kleber 34 an. Zwischen 1904 und 1905 stellte er Automobile her. Der Markenname lautete Bailleul.
Eine Quelle gibt an, dass es zur gleichen Zeit in Levallois-Perret auch eine Motorradmarke gleichen Namens gab, und nimmt an, dass die Motorräder ebenfalls von Louis Bailleul stammten. In der Motorradliteratur ist deren Bauzeit mit 1904 bis 1910 angegeben, allerdings mit der Schreibweise Bailieul.

## Automobile
Das einzige Modell 14/16 CV war ein Fahrzeug der Mittelklasse. Für den Antrieb sorgte ein Vierzylindermotor, der vermutlich von Thornton Engineering aus England bezogen wurde. Der Motor war in Fahrzeugmitte montiert.